# Davidia involucrata
Davidia involucrata là một loài thực vật có hoa trong họ Cornaceae. Loài này được Baill. miêu tả khoa học đầu tiên năm 1871. Đôi khi loài này được đặt trong họ Nyssaceae, nhưng đôi khi cùng với dogwood trong họ Cornaceae, và vẫn chưa xác định tình trạng họ của nó là Davidiaceae. Đây là loài bản địa của Trung Nam và Tây Nam Trung Quốc từ Hồ Bắc đến miền Nam Cam Túc, về phía nam đến Quý Châu, Tứ Xuyên và Vân Nam.

## Lịch sử
Chi Davidia được đặt theo tên Armand David (1826–1900), ("Père David"), một nhà truyền giáo và tự nhiên học dòng họ Vincentian người pháp sống ở Trung Quốc. David mô tả cây này năm 1869, cây đơn độc được tìm thấy ở độ cao hơn 2.000 m (6.562 ft), và gởi tiêu bản khô đến Paris; năm 1871, Henri Baillon đã mô tả nó thành một chi và loài mới.

Davidia involucrata
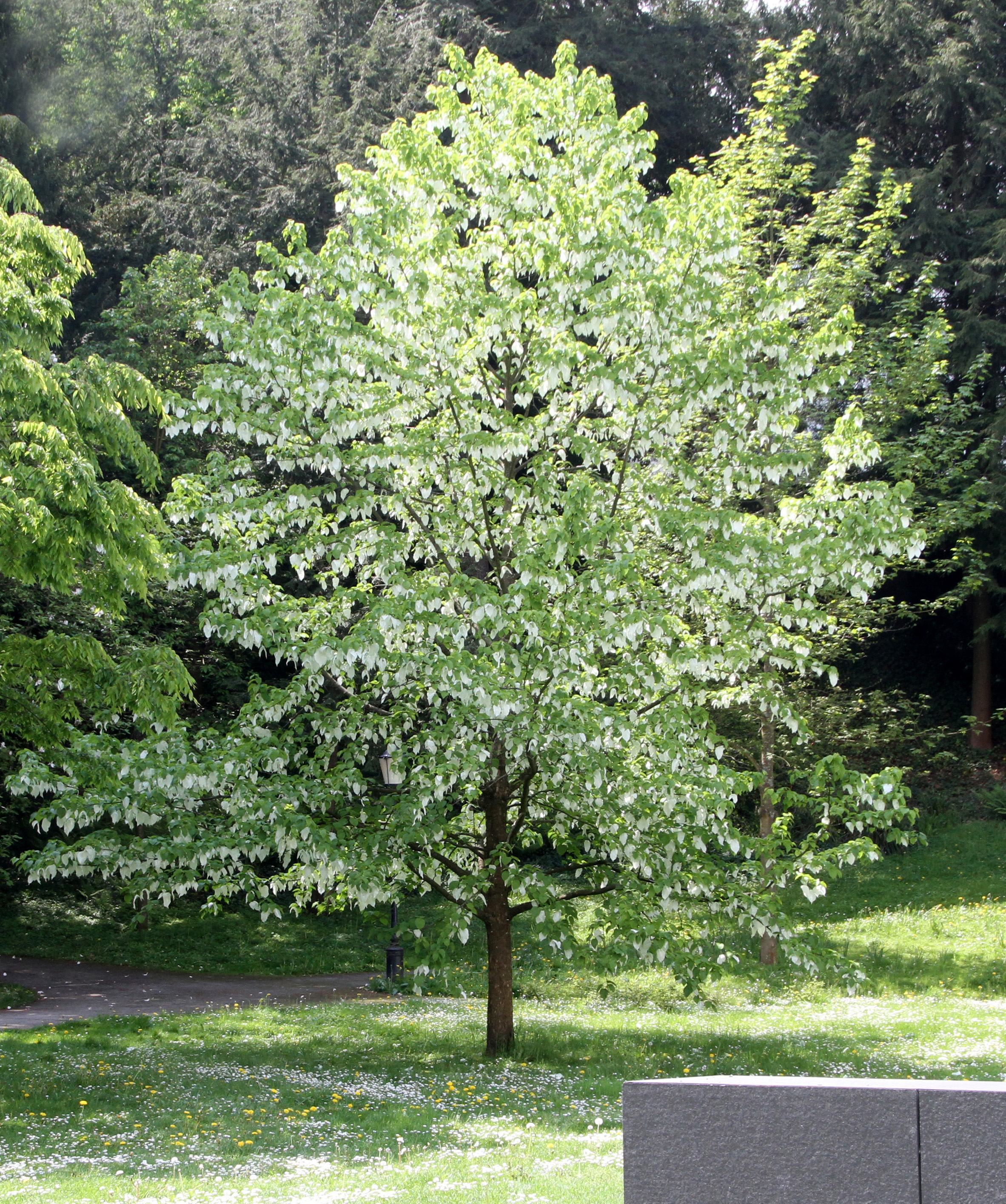
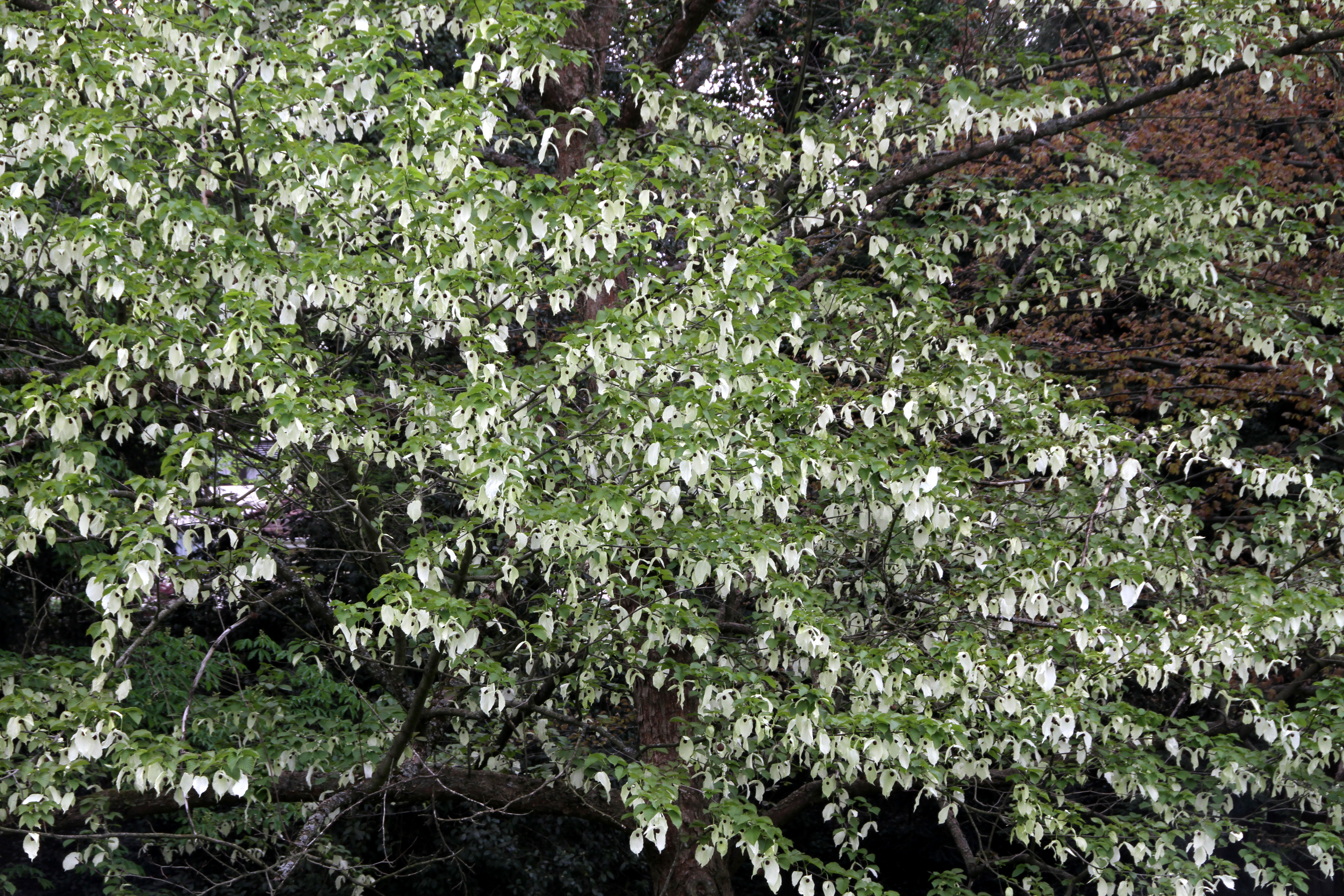
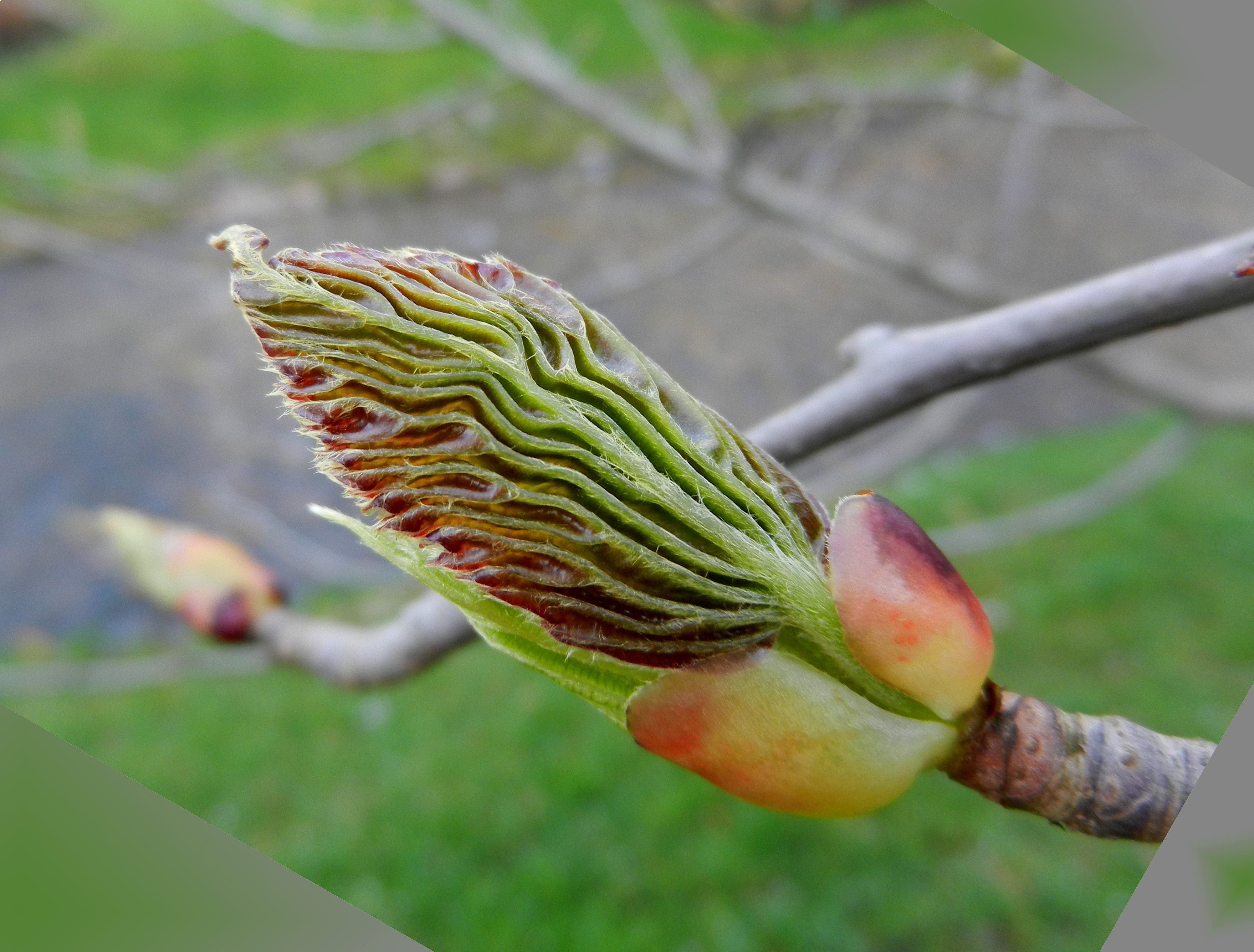
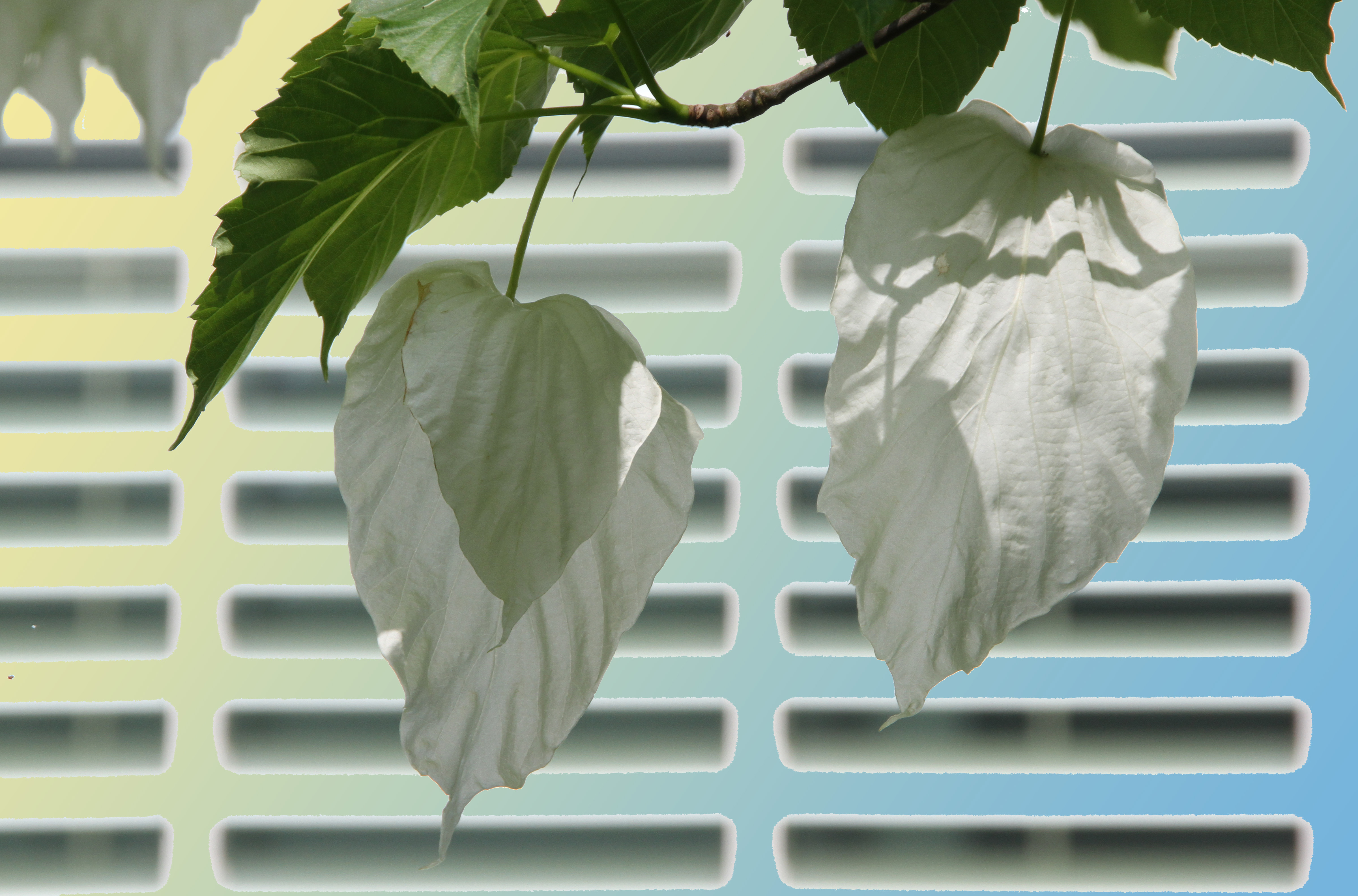
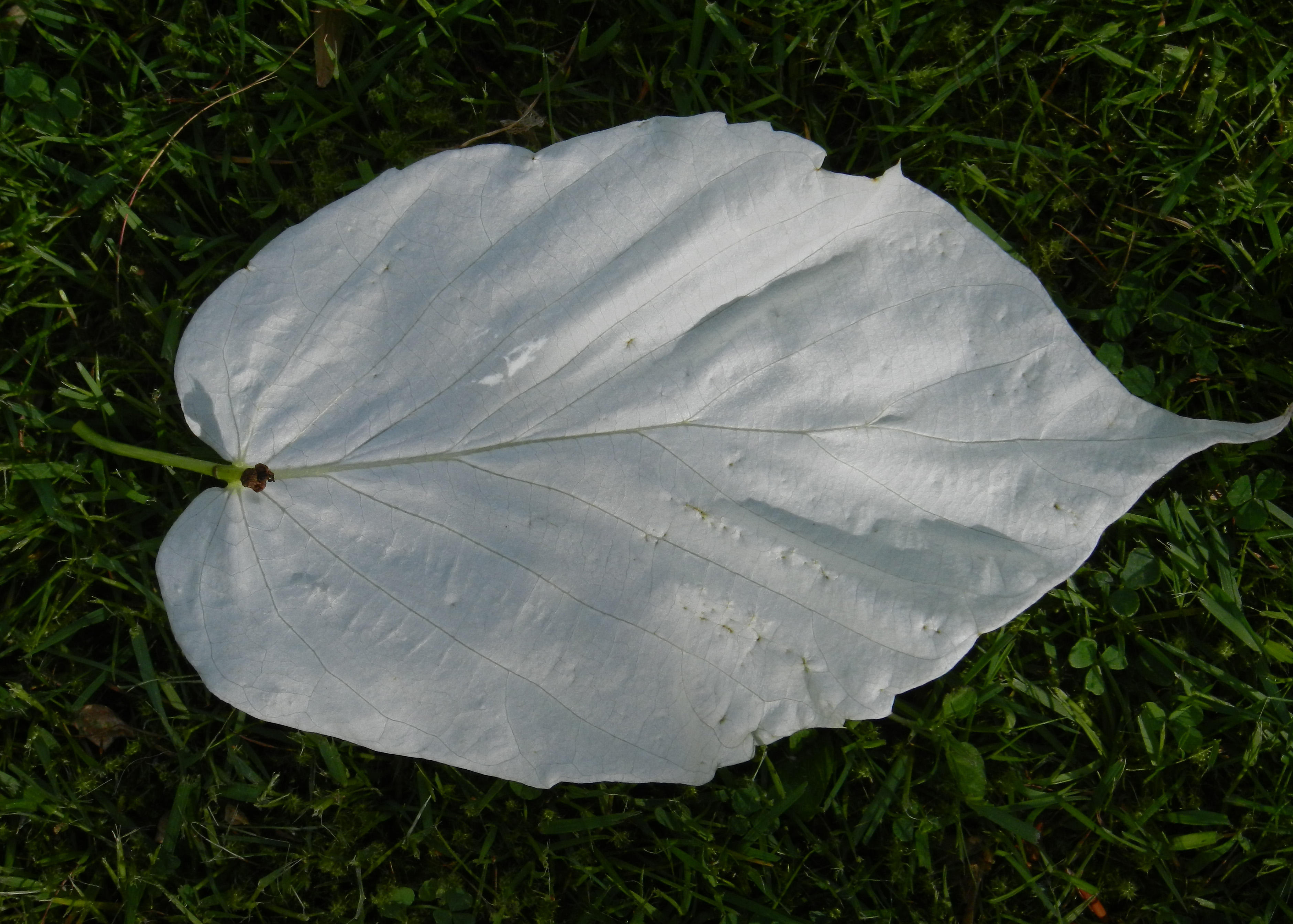
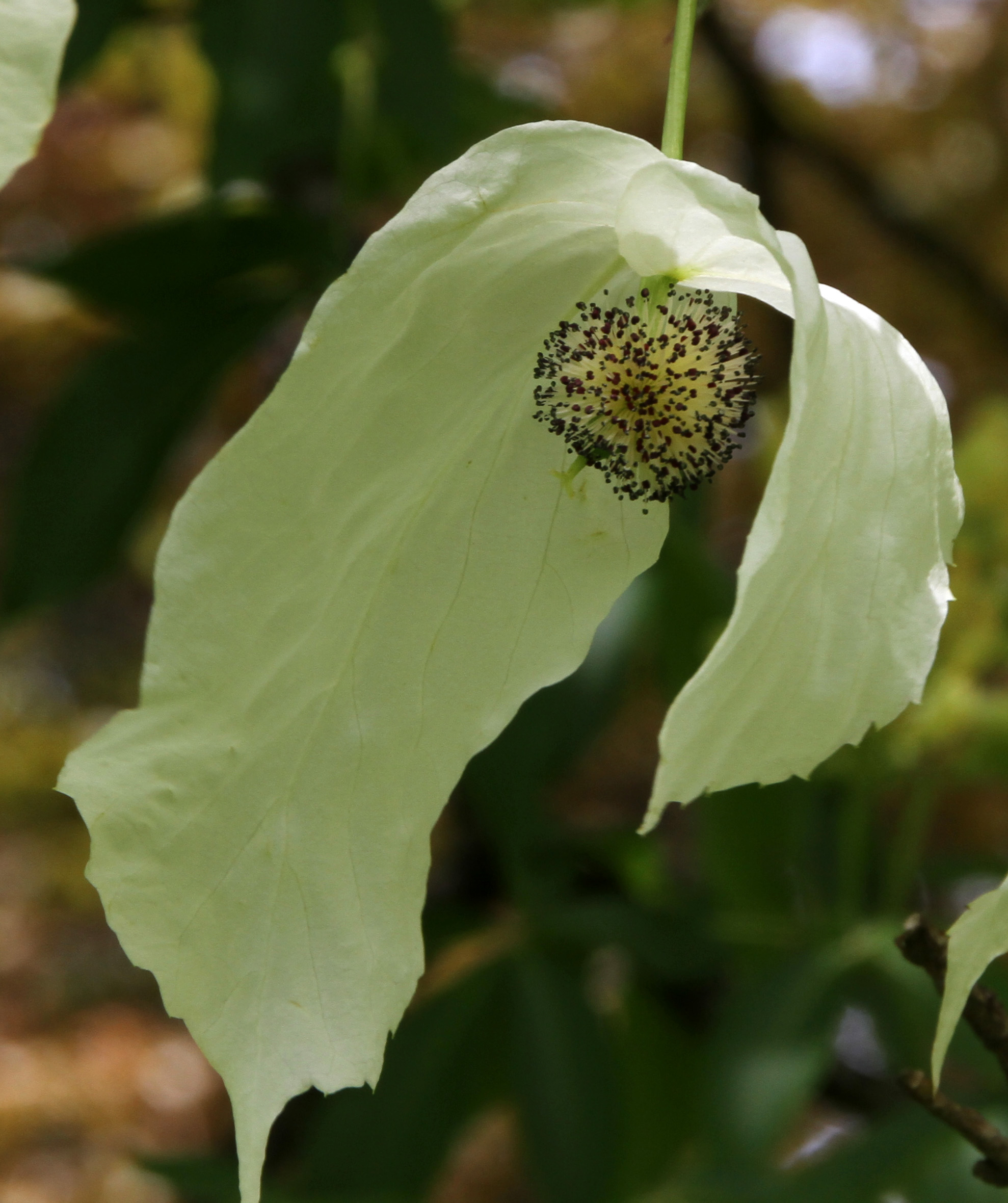
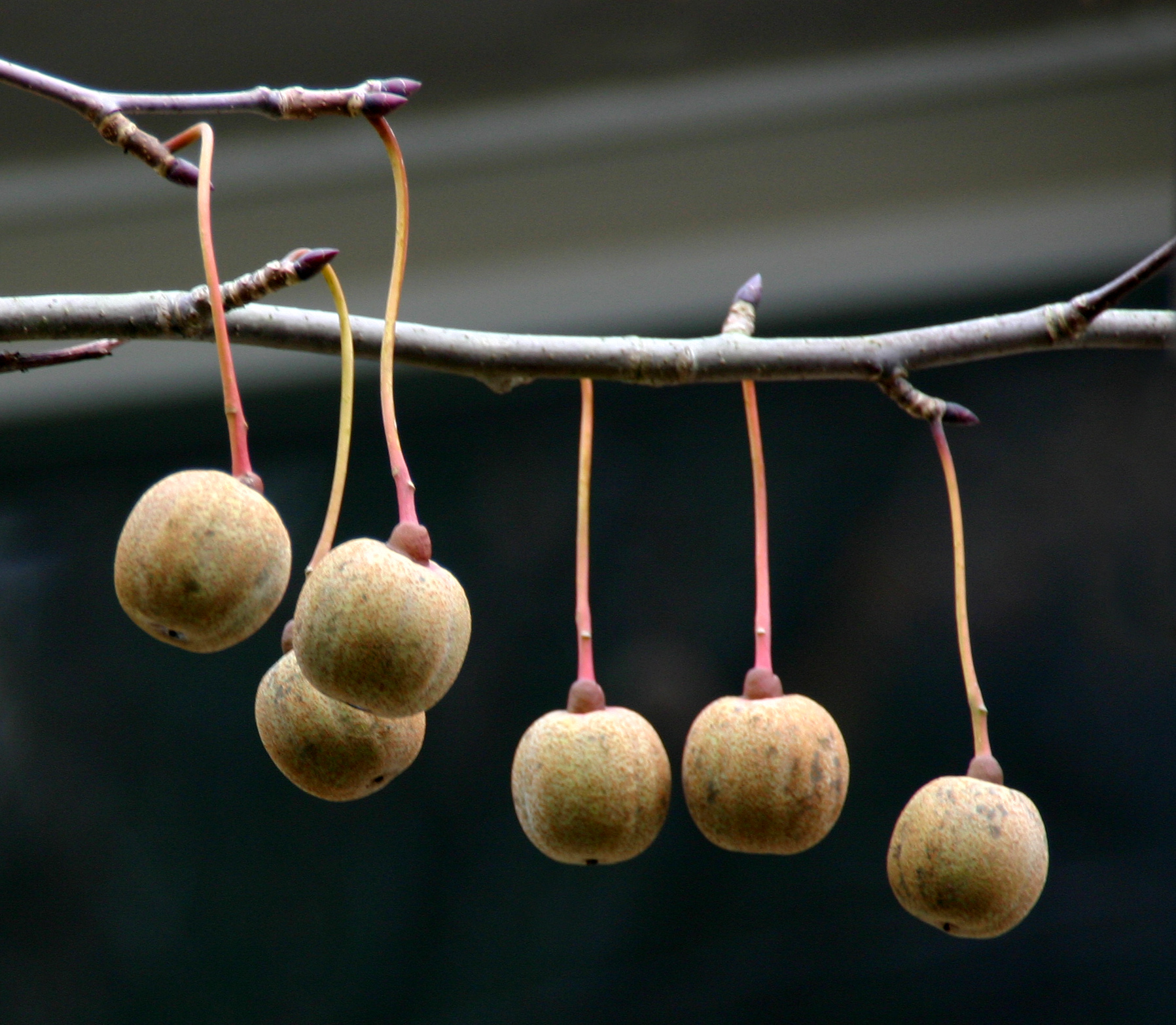
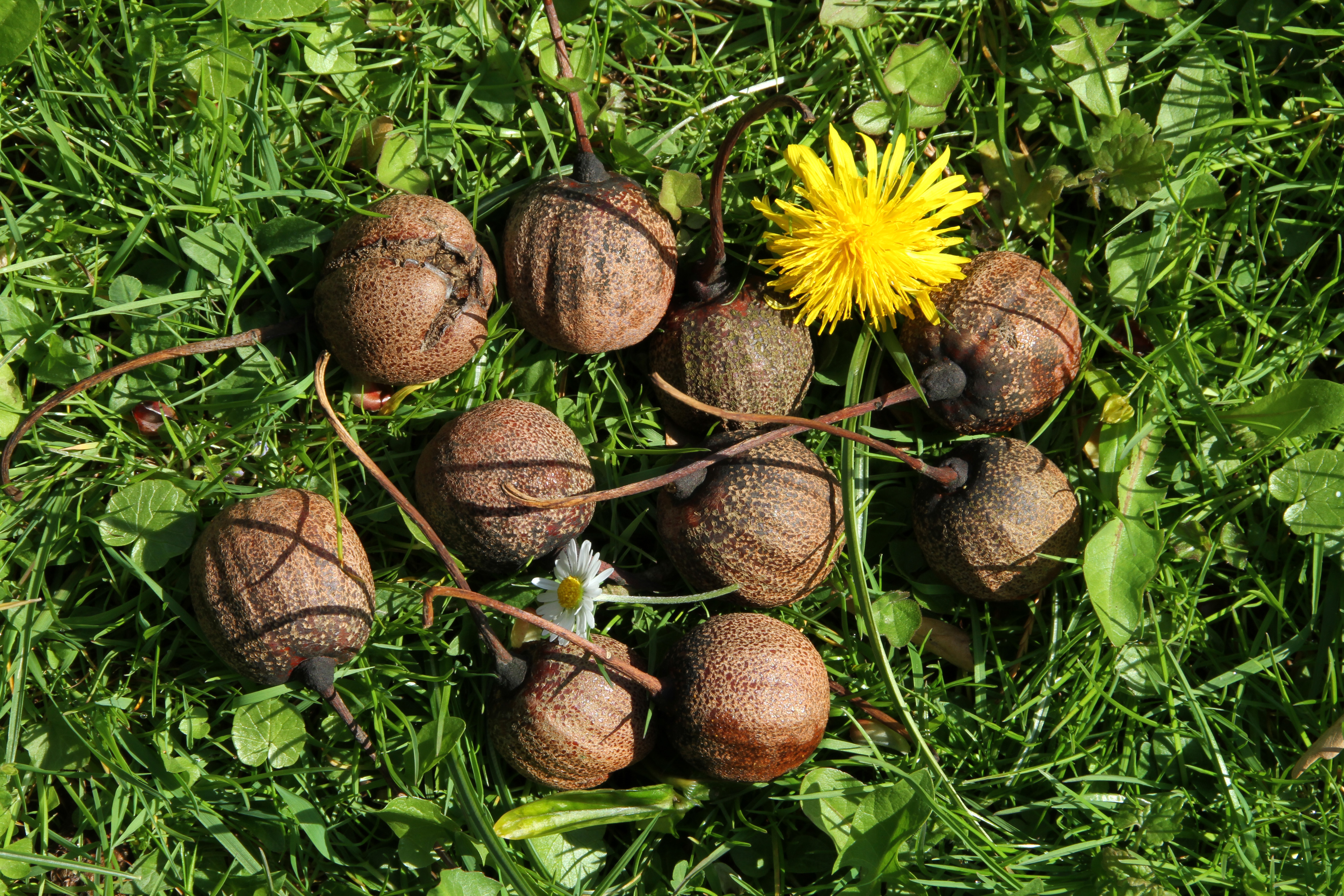